# Александар Шаламанов
Александар Шаламанов (болг. Александър Шаламанов; 4 вересня 1941, Бояна — 25 жовтня 2021) — болгарський футболіст, що грав на позиції правого захисника. Футболіст року в Болгарії (1963, 1966). Виступав за клуби ЦСКА (Софія) та «Славія» (Софія), а також національну збірну Болгарії, у складі якої був учасником двох чемпіонатів світу. 
Також займався іншими видами спорту: як лижник він брав участь у зимових Олімпійських іграх у 1960 році в США, а як волейболіст був резервним членом болгарської збірної на Олімпійських іграх 1964 року. Спортсмен №1 Болгарії (1967, 1973). Заслужений майстер спорту Болгарії з 1965 року.

## Футбольна кар'єра

### Клубна
Народився в 1941 році в селі Бояна, недалеко від Софії (сьогодні район Софії). У дорослому футболі дебютував 1960 року виступами за команду ЦСКА (Софія), в з якою 1961 року виборов титул чемпіона Болгарії та став володарем Кубка Болгарії, втім основним гравцем не став, тому незабаром перейшов у іншу столичну команду, «Славію», за яку відіграв 13 сезонів. Більшість часу, проведеного у складі софійської «Славії», був основним гравцем захисту команди і за цей час тричі вигравав Кубок Болгарії, став віце-чемпіоном Болгарії у 1967 році, бронзовим призером у 1964, 1965, 1966, 1970 та 1973 роках та півфіналістом Кубка володарів кубків у 1967 році. Загалом за клуб він провів 262 матчі у Групі А та забив 10 голів. Також провів 26 матчів у європейських клубних турнірах і забив 1 гол (16 матчів у Кубку кубків та 10 матчів з 1 голом у Кубку УЄФА). Завершив професійну кар'єру футболіста виступами за команду «Славія» (Софія) у 1974 році.

### Збірна
1964 року дебютував в офіційних матчах у складі національної збірної Болгарії. У складі збірної був учасником чемпіонату світу 1966 року в Англії, де зіграв два матчі, та чемпіонату світу 1970 року в Мексиці, де виходив на поле в усіх трьох іграх своєї команди, але в обох випадках болгари не подолали груповий етап.
Загалом протягом кар'єри у національній команді, яка тривала 7 років, провів у її формі 42 матчі.

## Інший спорт
Як гірський лижник він брав участь у зимових Олімпійських іграх у 1960 році в Скво-Веллі (США), де він посів 47 місце у швидкісному спуску, 37 місце у гігантському слаломі, а у слаломі був дискваліфікований.
Він також був резервним членом болгарської збірної з волейболу на Олімпійських іграх 1964 року, але у фінальну заявку не потрапив.

## Титули і досягнення
- Чемпіон Болгарії (1):

ЦСКА (Софія): 1960–61
- Володар Кубка Болгарії (4):

ЦСКА (Софія): 1961
«Славія» (Софія): 1963, 1964, 1966

## Особисте життя
Його син, Стефан Шаламанов, також став гірськолижником і брав участь у зимових Олімпійських іграх у 1988 році..